# Osopsaron
Osopsaron is een geslacht van straalvinnige vissen uit de familie van baarszalmen (Percophidae). Het geslacht is voor het eerst wetenschappelijk beschreven in 1904 door Jordan & Starks.

## Soorten
- Osopsaron formosensis Kao & Shen, 1985
- Osopsaron karlik Parin, 1985
- Osopsaron verecundum (Jordan & Snyder, 1902)